# Leonard Casley
Leonard Casley, connu sous le nom de Prince Leonard Ier, né le 27 août 1925 à Kalgoorlie et mort le 13 février 2019 à Nain (Hutt River), est le chef d'État (cryptarque) de la micronation de la principauté de Hutt River, en Australie, de sa proclamation comme prince en 1971 à son abdication en 2017 en faveur de son fils, Graeme. Le prince Léonard meurt en 2019 à l'âge de 93 ans.

## Biographie

### Le fondateur
En novembre 1969, le gouvernement d’Australie-Occidentale impose des quotas de production aux exploitations agricoles. La ferme de Leonard Casley reçoit l’ordre de produire désormais 1/25e de sa production antérieure de blé. Pour éviter la faillite, il décide de faire appel de la décision en envoyant des courriers aux différentes instances administratives et gouvernementales de l’État et de la fédération. Le Gouverneur général d’Australie, représentant la reine d’Angleterre, refuse d’intercéder, sur les conseils des ministères concernés. Mais, légalement, le droit est laissé à Léonard Casley de faire appel de la décision auprès de la reine Élisabeth II.
Pressé par l'application du décret sur les quotas, Casley porte l'affaire devant la reine d'Angleterre en invoquant le Treason Act 1495 (en), une loi royale qui oblige le dédommagement des vassaux pour tout « enrichissement injuste ». Plutôt que de demander de l'argent pour compenser la perte en production de blé, il réclame l'indépendance au nom de Hutt River vis-à-vis de l'Australie. L'indépendance de la « province de Hutt River » est proclamée par un conseil des résidents de l'exploitation le 21 avril 1970,, En 1971, le conseil nomme Leonard Casley « prince de la province de Hutt River » pour s'appuyer sur une loi royale énonçant que toute atteinte au droit d’un prince à exercer ses prérogatives dans sa principauté est un acte de trahison. Il prend alors le nom de « Leonard Ier ».

### Prince de Hutt River
Hutt River est initialement une exploitation agricole de 75 km2 en Australie-Occidentale, située à 525 km au nord de Perth et à 40 km au nord-ouest de Northampton.
En 1988, Hutt River se dote d'une armée. Par la suite, la principauté adopte un Diplomatic protocol Act, un Nationality Act, un Lands Act, un Peerage Act, un International Banking Act, et un Ibc Act. En 2005, la fiscalité est simplifiée avec le tax act, et la même année le pays se dote d'une Constitution qui innove en instituant notamment un pouvoir législatif élu au suffrage universel.
Le 1er septembre 2005, le pays change de nom : anciennement dénommé « principauté de la province de Hutt River », il devient simplement « principauté de Hutt River ».
Le 11 février 2017, le « prince Leonard Ier » abdique pour raisons de santé en faveur de son plus jeune fils, Graeme (qui devient ainsi second prince de Hutt River, sous le nom de « Graeme Ier »).

### Mariage et descendance
Le 19 avril 1947, il épouse Shirley Joy (1928-2013). Le couple a sept enfants :
- Prince Ian (né en 1947),
- Princesse Kay (née en 1949),
- Prince Wayne (né en 1950),
- Princesse Diane (née en 1951),
- Prince Richard (né en 1953),
- Prince Graeme (né en 1957), futur Graeme Ier,
- Princesse Sherryl (née en 1958).

## Titres et honneurs

### Titres
- 1971–2005 : Son Altesse Royale le prince souverain de la province de Hutt River
- 2005–2017 : Son Altesse Royale le prince souverain de Hutt River
- 2017–2019 : Son Altesse Royale le prince Leonard de Hutt River

### Distinctions et honneurs
- Grand Officier de l'Ordre de la Couronne d'Épines - Grand-croix avec collier
- Grand Collier de l'ordre de la Sainte-Croix de Jérusalem
- Protecteur royal de l'Ordre de la Croix des croisés de Jérusalem
- Commandant en chef des Forces de défense de Hutt River